# Melissa (marca)
Melissa é uma marca de calçados criada em 1979 pela empresa brasileira Grendene, produzida, inicialmente, numa planta industrial no Rio Grande do Sul. O primeiro modelo, a Melissa Aranha, foi criado pelo empresário Pedro Grendene Bartelle, inspirado nas sandálias de tiras usadas pelos pescadores da Riviera Francesa. 
A empresa usou a telenovela Dancin' Days para promover o produto, que era usado pela protagonista Júlia (Sônia Braga), com um estratégia bem sucedida, tornando a sandália de plástico nacionalmente conhecida. Nos anos seguintes, sua linha de produtos foi ampliada.
O processo de internacionalização da marca começou em 1983, quando buscou parcerias criativas com designers de moda como o francês Jean Paul Gaultier, Thierry Mugler, Jacqueline Jacobson e Elisabeth De Seneville.
No início da década de 1990, a linha de produtos passou a ser produzida numa nova fábrica instalada no  Nordeste do Brasil, num processo de revitalização iniciada em 1994 e que culminou numa nova campanha publicitária. Após a bem sucedida estratégia de marketing inicial (com a atriz Sônia Braga ), a empresa novamente utilizou uma celebridade para divulgar o produto, contratando a modelo alemã Claudia Schiffer para desfilar com exclusividade as novas Melissas.
No seu aniversário de 25 anos, a empresa realizou uma exposição denominada Plastic.o.rama, no Museu de Arte Moderna do Rio de Janeiro, e nos 30 anos, a exposição MelissaEU!, no Solar Real, no Rio de Janeiro.
Em 2019, a Fila e Melissa lançaram colab com a cara dos anos 90, ou seja, 4 itens, sendo 3 calçados e um acessório: um tênis mais básico, que conta com versão transparente, uma plataforma modernosa, um slide com logo de ambas em destaque e uma pochete. A vibe é retrô mas fica maravilhosa com looks de streetwear .